# أرتور كوزلوفسكي
أرتور كوزلوفسكي (بالبولندية: Artur Kozłowski)‏ هو مستكشف بولندي، ولد في 17 أكتوبر 1977 في بوزنان في بولندا، وتوفي في 5 سبتمبر 2011 في Gort ‏ في جمهورية أيرلندا.